# Бојан Брновић
Бојан Брновић (Подгорица, 10. фебруар 1979) је бивши црногорски фудбалер. Играо је на позицији нападача. Његов годину дана млађи брат Ненад је такође био фудбалер.

## Клупска каријера
Каријеру је почео у подгоричком клубу Забјело, кратко време провео је у Младости из Апатина, а потом је од 1999. до 2003. играо за Зету. У дресу Зете је током сезоне 2002/03. постигао 20 голова у Првој лиги СР Југославије.
У јулу 2003. је потписао четворогодишњи уговор са Партизаном. Дебитовао је за „црно-беле” на утакмици 2. кола квалификација за Лигу шампиона против Ђургардена. Први гол је постигао на пријатељском мечу са Радом, а први званични погодак је дао на утакмици са Зетом. Током боравка у Партизану, Брновић је углавном имао статус резервисте. Ипак, био је део тима који је изборио пласман у групну фазу Лиге шампиона. Као резервиста је улазио на терен на три утакмице Групе Ф, у којој су противници Партизану били Реал Мадрид, Порто и Олимпик Марсељ.
Како није успео да се избори за већу минутажу у Партизану, Брновић је јануару 2005. прослеђен на позајмицу у београдски Обилић до краја сезоне. Постигао је неколико важних голова, чиме је значајно помогао Обилићу да избори опстанак у Првој лиги. Током лета 2005. године, Партизан је желео опет да пошаље Брновића на позајмицу у Обилић, али је црногорски фудбалер то одбио.
У јулу 2005. је прешао у тадашњег мађарског првака, Дебрецин. У Мађарској је остао пет година, а поред Дебрецина је играо за Ђер и Диошђер.
У септембру 2011. се вратио у црногорски фудбал и потписао уговор са друголигашем Челиком из Никшића. У екипи Челика је провео једну сезону, у којој је клуб освајањем првог места изборио повратак у Прву лигу. Поред тога, Челик је у овој сезони као друголигаш освојио и Куп Црне Горе.
Након сезоне у Челику, Брновић се вратио у Мађарску и играо за тамошње друголигаше Ебес и Бјаторбађи.

## Репрезентација
За сениорску репрезентацију СР Југославије је одиграо две пријатељске утакмице, обе током селекторског мандата Дејана Савићевића. На свом дебитантском наступу, 17. априла 2002. против Литваније у Смедереву, Брновић је ушао на терен у 82. минуту уместо Матеје Кежмана а пет минута касније је постигао и гол за коначних 4:1. За сениорски тим је наступио још једном, 8. маја 2002. у поразу 1:0 од Еквадора у Њу Џерзију.

## Трофеји

### Дебрецин
- Првенство Мађарске (1) : 2005/06.
- Суперкуп Мађарске (2) : 2005, 2006.

### Челик Никшић
- Куп Црне Горе (1) : 2011/12.
- Друга лига Црне Горе (1) : 2011/12.